# Сііна Рінго
Рінґо Шііна (яп. 椎名 林檎, Сі:на Рінґо) — японська співачка, авторка пісень, композиторка та мультиінструменталістка. Вона описує себе як композиторка й виконавиця у стилі Сіндзюку (яп. 新宿系自作自演屋, Сіндзюку-кей Дзісаку Дзідзен-я).
У рейтингу 100 найкращих японських поп-музикантів за версією HMV вона посідає 36-те місце.

## Біографія

### Дитинство та юність
Юміко Шііна народилася в префектурі Сайтама в родині працівника нафтової компанії Котаро Шііни та домогосподарки Акіко Шііни. У дитинстві їй довелося перенести кілька хірургічних операцій через атрезію стравоходу, з якою вона народилася. Після операцій у Рінґо залишилися великі шрами на лопатках, які вона згодом назвала «слідами від ангельських крил».
Батько Рінґо захоплювався джазом і класичною музикою, а мати навчалась танцям у коледжі й займалася балетом. У їхньому домі була велика музична колекція, піаніно та гітара. З чотирьох років дівчинка навчалась грі на піаніно, а з п'яти — класичному балету.
Попри те, що в дитинстві Рінґо була дуже активною, згодом стала сором'язливою й тихою. Батьки згадують її як слухняну дитину, яка не любила залишатися на самоті та часто впадала в істерику, якщо не було з ким погратися.
Згодом через роботу батька родина переїхала до префектури Сідзуока, де Рінґо провела перші шкільні роки, а потім — до Фукуоки, де вона навчалася в середній школі. Фукуока стала важливим етапом у її житті. Під час дебюту вона офіційно представлялася як уродженка Фукуоки, розмовляла місцевим діалектом — Хаката-бен.
У старшій школі Рінґо усвідомила, що не зможе стати балериною через асиметричну будову тіла після операцій. Вона припинила займатися балетом і грою на піаніно, почала слухати ширший спектр музики, ніж її батьки. Захопилася театром і мріяла стати драматургинею. Після пропозиції викладача написати музику до шкільної вистави, вона вирішила пов'язати життя з музикою — організувала гурт з однокласниками і виступила на шкільному фестивалі. Хоча гурт швидко розпався, вона почала записувати демо та поставила собі за мету стати професійною музиканткою.
Знайомий її батьків порадив їй пройти прослуховування у конкурсі «Horipro Talent Scout Caravan 1994» (середня кількість учасників — 40–50 тис.). Конкурс шукав не співачку, а нову зірку-ідола. Вона пройшла до фіналу як представниця Кюсю, однак її насторожила вимога виступати в купальнику. Вона вирішила, що для співачки важливі не лише вокальні, а й ділові навички, й не перемогла.
У випускних класах Рінґо встигла виступити з понад десятьма різними гуртами. В основних була вокалісткою й гітаристкою, також грала на клавішних, бас-гітарі, ударних. Часто виступала на вулицях Фукуоки (наприклад, на станції Нісітецу Фукуока Тенджін).
У 1995 році вона взяла участь у фестивалі TEENS' MUSIC FESTIVAL, організованому Yamaha, у складі дівочого гурту Marvelous Marbles як вокалістка. Гурт отримав заохочувальну премію. Тоді ж вона стала фанаткою інді-гурту Number Girl і почала вчитися грати на гітарі, надихнувшись гітаристкою гурту — Хісако Табуті. Згодом вони створили спільний гурт Hatsuiku Status. Також з Number Girl співпрацював ударник Ахіто Інадзава, який записував її альбом Kalk Samen Kuri no Hana.
У 1996 році Рінґо закінчує школу, бере участь у конкурсі «The 5th Music Quest 1996» і працює в піцерії та охоронній фірмі. Вона отримує пропозиції від кількох лейблів, але чекає результатів конкурсу. Перемагає з піснею «Koko de Kisu shite», однак відмовляється від контракту з Yamaha, обравши Toshiba EMI.
Маючи готовий матеріал на два альбоми, вона представила його лейблу, але її різко розкритикували за тексти. У 1997 році Рінґо вирушила до Великої Британії, де написала пісні «Tadashii Machi» і «Identity». Через три місяці повернулася до Японії.

### Початок сольної кар'єри
Перший офіційний сингл «Koufukuron» вийшов у травні 1998 року, коли їй було 19. У кліпі вона з'явилася з крилами на спині — натяк на шрами. Рінґо не задовольнила аранжування, бо воно майже не відрізнялось від демо. Вона хотіла випустити інші пісні, але лейбл не погодився. Після невдалих продажів лейбл почав більше дослухатися до її думки.
Наступним синглом стала пісня «Kabukicho no Joou». Вона допомагала знімати кліп, обирала локації. Незважаючи на скромні продажі, відвертий текст і мелодія, що нагадувала старий японський поп, були високо оцінені. Пісня була присвячена акторці Рьоко Хіросуе, яка сама була фанаткою Рінґо.
Після цього вийшли альбоми Muzai Moratorium (лютий 1999) і Shouso Strip (березень 2000). У 2001 році — сингл Mayonaka wa Jyunketsu разом із Tokyo Ska Paradise Orchestra. Кліп стилізовано під ретро-аніме, де Рінґо — шпигунка з фільмів 60-х.
У 24 роки вона вийшла заміж за гітариста Дзюндзі Яйоші, народила сина, але через 14 місяців розлучилася. У 2003 році випустила альбом Kalk Samen Kuri no Hana. Завершуючи сольну кар'єру, видалила родимку — свій «фірмовий знак», і випустила останній сингл Ringo no Uta («Пісня яблука») — підсумок творчості з кліпом, що відсилає до всіх попередніх відео.

### Концерти та концертні тури
1999
- Senkou Ecstasy (яп. 先攻エクスタシー, «Перший екстаз»)
- RISING SUN ROCK FESTIVAL 1999 в EZO
- Manabiya Ecstasy (яп. 学舎エクスタシー, «Шкільний екстаз»)

2000
- Gekokujou Ecstasy (яп. 下剋上エクスタシー, «Екстаз перевороту»)
- Zazen Ecstasy (яп. 座禅エクスタシー, «Екстаз дзен-медитації»)

2003
- Baishou Ecstasy (яп. 賣笑エクスタシー, «Екстаз продажної усмішки»)
- Sugoroku Ecstasy (яп. 雙六エクスタシー, «Екстаз Сугороку» — відома японська настільна гра)

### Створення гурту Tokyo Jihen
31 травня 2004 року Рінґо Шііна створила гурт Tokyo Jihen (яп. 東京事変, «Токійські події»). Назва англійською перекладається як Tokyo Incidents. Уперше гурт з'явився під час туру Sugoroku Ecstasy і був представлений на DVD Electric Mole.
Початковий склад (Фаза I):
- Рінґо Шііна — вокал, гітара, мелодика тощо
- Сейдзі Камеда — бас-гітара
- Тошікі Хата — ударні
- Масаюкі Хіїдзумі — клавішні
- Мікіо Хірама — гітара

У липні 2005 року Хіїдзумі й Хірама залишили гурт. У вересні гурт оголосив про нових учасників, а в січні 2006 вийшов новий альбом, після чого відбулися концерти в Osaka-Jo Hall (Осака) та Budokan (Токіо).
Оновлений склад (Фаза II):
- Рінґо Шііна — вокал, гітара, мелодика
- Сейдзі Камеда — бас
- Тошікі Хата — ударні
- Ічійо Ідзава (справжнє ім'я — Кейтаро Ідзава) — клавішні
- Укіґумо (справжнє ім'я — Рьосуке Наґаока) — гітара

### Повернення до сольної кар'єри
Наприкінці 2006 року Рінґо оголосила про відновлення сольної діяльності — вона стала композиторкою для фільму Сакуран (2007), заснованого на манзі Мойоко Анно. Фільм розповідає історію дівчини, яка стала куртизанкою (ойран) в епоху Едо.
Для створення музики Рінґо запросила скрипаля Сайто Неко та гурт Soil & «Pimp» Sessions. Спільний трек Karisome Otome (DEATH JAZZ ver.) вийшов 11 листопада 2006 ексклюзивно на iTunes Japan і став хітом.
Альбом Heisei Fuuzoku, випущений 21 лютого 2007 під іменем Shiina Ringo × Saito Neko, спочатку планувався як альбом Tokyo Jihen, але через травму ударника Хати був реалізований як сольний проєкт.
У червні 2007 Рінґо написала музику до вистави театру кабукі «Саннін Кітіса» за запрошенням Кандзабуро Накамури.
Після успіху Heisei Fuuzoku, вона продовжила роботу з Tokyo Jihen, і вийшов альбом Variety (26 вересня 2007). До десятиріччя творчості вийшла збірка Watashi to Houden (2 липня 2008) і бокс-сет MoRA, а також пройшли святкові концерти.
У березні 2009 року Рінґо отримала Премію в галузі мистецтв від Міністерства освіти, культури, спорту, науки і технологій Японії в категорії «Поп-культура». У травні вийшов сингл Ariamaru Tomi, а в червні — альбом Sanmon Gossip.
У грудні гурт Tokyo Jihen випустив сингл Noudouteki Sanpunkan до альбому Sports, що побачив світ 24 лютого 2010. Наступні цифрові релізи включають Sweet Spot (8 лютого 2010), Tengoku e Youkoso і Dopamint! (липень 2010).

### Сценічне ім'я «Рінґо»
На прослуховуванні 1996 року вона представилася як Сена Рінґо (яп. «яблуко»). Це було її шкільне прізвисько — вона часто червоніла перед публікою, мов яблуко. Також ім'я може бути алюзією на Рінго Старра з The Beatles або відсилкою до аніматора Сенші Йошіди (ім'я якого перекладається як «військовий танк»).

## Дискографія
| Дата виходу       | Назва (оригінал / трансліт / переклад)                                          |
| ----------------- | ------------------------------------------------------------------------------- |
| 24 лютого 1999    | 無罪モラトリアム — Muzai Moratorium — «Мораторій на невинність»                 |
| 31 березня 2000   | 勝訴ストリップ — Shouso Strip — «Стриптиз після перемоги в суді»                |
| 13 вересня 2000   | 絶頂集 — Zecchoushuu — «Збірка апогею» (трьохдисковий сет синглів)              |
| 27 травня 2002    | 唄ひ手冥利 ～其ノ壱～ — Utaite Myouri Sono Ichi — «Щастя співу. Частина перша»  |
| 23 лютого 2003    | 加爾基 精液 栗ノ花 — Kalk Samen Kuri no Hana — «Вапно, сперма, каштановий цвіт» |
| 21 лютого 2007    | 平成風俗 — Heisei Fuuzoku — «Звичаї епохи Хейсей» / «Хейсейські манери»         |
| 2 липня 2008      | 私と放電 — Watashi to Houden — «Я та електричний розряд» (збірка B-sides)       |
| 24 червня 2009    | 三文ゴシップ — Sanmon Gossip — «Дешеві плітки»                                  |
| 27 травня 2014    | 逆輸入 ～港湾局～ — Gyakuyunyū: Kōwankyoku — «Реімпорт: Управління портів»      |
| 5 листопада 2014  | 日出処 — Hi Izuru Tokoro — «Країна, де сходить сонце»                           |
| 6 грудня 2017     | 逆輸入〜航空局〜 — Gyakuyunyū: Kōkūkyoku — «Реімпорт: Бюро авіації»             |
| 27 травня 2019    | 三毒史 — Sandokushi — «Історія трьох отрут» (жадібність, гнів, невігластво)     |
| 13 листопада 2019 | ニュートンの林檎 — Nyūton no ringo — «Яблуко Ньютона»                           |

| Дата виходу       | Назва (оригінал / трансліт / переклад)                           |
| ----------------- | ---------------------------------------------------------------- |
| 25 листопада 2004 | 教育 — Kyouiku — «Навчання»                                      |
| 26 січня 2006     | 大人 — Adult (Otona) — «Дорослий»                                |
| 26 вересня 2007   | 娯楽(バラエティ) — Variety (Goraku) — «Розваги» / «Різноманіття» |
| 24 лютого 2010    | スポーツ — Sports — «Спорт»                                      |
| 29 червня 2011    | 大発見 — Daihakken — «Велике відкриття» / «Прорив»               |